# Бялобжеги
Бялобжеги (пол. Białobrzegi) — город в Польше, входит в Мазовецкое воеводство, Бялобжегский повят. Занимает площадь 7,51 км². Население — 7262 человека (на 2004 год).
Бялобжеги расположены в районе исторического Запилича, региона, относящегося к Мазовии. Этнографически город входит в состав Радомской земли.

## История
Основание:
1540 год — король Сигизмунд I Старый предоставил городские права городу Бялобжеги, который был расположен на левом берегу реки Пилица. В то время город принадлежал местной дворянке Анне Фаленцкой, затем — другим семьям. 
Развитие:
С 1815 года Бялобжеги находился в составе российской части Польши.
В 1870 году город был лишён своих городских привилегий и стал поселением.
В 1910 году пожар уничтожил большую часть Бялобжеги.
Во время Первой мировой войны разрушения продолжались, но впоследствии город медленно рос благодаря дороге Варшава-Краков, которая проходила через него.
В 1918 году после войны Польша восстановила независимость и контроль над Бялобжеги. В административном отношении город находился в Кельцком воеводстве.
В сентябре 1939 года Бялобжеги были оккупированы немецким вермахтом.
В 1958 году город восстановил свои права города. В административном отношении он находился в Кельцком воеводстве, затем в Радомском воеводстве с 1975 по 1998 год, а с 1999 года — в Мазовецком воеводстве.